# Egill Ólafsson
Egill Ólafsson (født 9. februar 1953) er en islandsk skuespiller og sanger.

## Udvalgt filmografi
- 1984 – Når ravnen flyver
- 1988 – Ravnens skygge
- 1991 – Den hvide viking
- 1995 – The Viking Saga
- 2005 – Beowulf & Grendel